# Космическа Коледа
„Космическа Коледа“ (на английски: Deck the Halls) е американска коледна комедия от 2006 г. на режисьора Джон Уайтцел, по сценарий на Мат Корман, Крис Орд и Дон Раймър. Във филма участват Дани Де Вито, Матю Бродерик, Кристин Дейвис и Кристин Ченоует. Филмът е пуснат по кината в САЩ на 22 ноември 2006 г.

## Актьорски състав
| Актьор          | Роля               |
| --------------- | ------------------ |
| Дани Де Вито    | Бъди Хол           |
| Матю Бродерик   | Д-р Стив Финч      |
| Кристин Дейвис  | Кели Финч          |
| Кристин Ченоует | Тия Хол            |
| Алия Шокат      | Медисън Финч       |
| Дилън Блу       | Картър Финч        |
| Хорхе Гарсия    | Уолъс              |
| Фред Армисен    | Густаве            |
| Джилиън Вигман  | Герта              |
| Раян Девлин     | Боб Мъри           |
| Кели Алдридж    | Ашли Хол           |
| Сабрина Алдридж | Емили Хол          |
| Локлин Мънро    | Тед Бекъм          |
| Шон О'Брайън    | Кметът Йънг        |
| Джаки Бъроус    | Госпожа Райър      |
| Гари Чалк       | Шериф Дейв         |
| Никола Пейц     | Маккензи           |
| Кал Пен         | Амит Сейд          |
| Кори Монтейт    | Гаджето на Медисън |

## В България
В България филмът е пуснат по кината на 8 декември 2006 г. от „Александра Филмс“.
На 6 декември 2007 г. е издаден на DVD от „Александра Видео“.
На 26 декември 2010 г. е излъчен за първи път по Би Ти Ви с първи български войсоувър дублаж. Екипът се състои от:
| Озвучаващи артисти  | Елена Бойчева Мими Йорданова Владимир Пенев Стефан Сърчаджиев-Съра Александър Воронов |
| Преводач            | Анна Делчева                                                                          |
| Тонрежисьор         | Галина Наумова                                                                        |
| Режисьор на дублажа | Чавдар Монов                                                                          |